# Thelyphonus hansenii
Thelyphonus hansenii är en spindeldjursart som beskrevs av Kraepelin 1897. Thelyphonus hansenii ingår i släktet Thelyphonus och familjen Thelyphonidae. Inga underarter finns listade i Catalogue of Life.